# Dansk Pressetjeneste
Dansk Pressetjeneste var et dansk nyhedsbureau, der i besættelsesårene 1943-1945 bragte illegale nyheder fra Danmark til neutrale og allierede lande fra en redaktion i Stockholm, Sverige. Bureauet blev ledet af Ebbe Munck, Gunnar Næsselund og Erik Seidenfaden.
Historierne, som Dansk Pressetjeneste bragte, blev ofte smuglet over Øresund. Mange af dem byggede på nyheder fra det illegale nyhedsbureau Information (senere kendt som dagbladet af samme navn), som også britiske BBC gjorde brug af i stort omfang i sine nyhedsudsendelser til Danmark.
Blandt Dansk Pressetjenestes kunder var foruden BBC den hemmelige propagandaorganisation Political Warfare Executive (PWE) samt amerikanske myndigheder. PWE stod bag en såkaldt frihedssender, der foregav at sende fra modstandsgrupper i Danmark. For at kunne lave det måtte man have adgang til nyheder fra Danmark. Det kunne Dansk Pressetjeneste levere.
Dansk Pressetjeneste spillede helt frem til befrielsen en stor rolle i nyhedsformidlingen. Således begyndte den BBC-ansatte danske journalist Johannes G. Sørensen sin nyhedsudsendelse om aftenen den 4. maj 1945 med at citere Dansk Pressetjeneste for oplysningen om, at Montgomerys styrker endnu ikke havde passeret den dansk-tyske grænse ved 13-tiden. Dansk Pressetjeneste meddelte desuden, at der var store menneskemængder forsamlet nær grænsen, hvor befolkningen ventede på troppernes ankomst. Senere i denne nyhedsudsendelse oplæste Johannes G. Sørensen frihedsbudskabet.